# Ҏ
Ҏ (minuskule ҏ) je písmeno cyrilice. Je používáno pouze v kildinské sámštině. Jedná se o variantu písmena Р.